# Srednja Velika
Srednja Velika – wieś w Chorwacji, w żupanii zagrzebskiej, w gminie Preseka. W 2011 roku liczyła 58 mieszkańców.